# Теорема Блоха
Теорема Блоха — основная теорема физики твёрдого тела, устанавливающая вид волновой функции частицы, находящейся в периодическом потенциале. Названа в честь швейцарского физика Феликса Блоха. В одномерном случае эту теорему часто называют теоремой Флоке. Сформулирована в 1928 году. В английской википедии указан 1929 год

## Формулировка

### Строгая формулировка
Собственные состояния одноэлектронного гамильтониана
{\displaystyle {\hat {H}}=-{\frac {\hbar ^{2}}{2m}}\nabla ^{2}+U(\mathbf {r} )\,,}
где потенциал U(r) периодичен по всем векторам R решётки Бравэ, могут быть выбраны таким образом, чтобы их волновые функции имели форму плоской волны, умноженной на функцию, обладающую той же периодичностью, что и решётка Бравэ:
{\displaystyle \psi _{n\mathbf {k} }=e^{i\mathbf {kr} }u_{n\mathbf {k} }(\mathbf {r} )\,,}
где
{\displaystyle u_{n\mathbf {k} }(\mathbf {r} +\mathbf {R} )=u_{n\mathbf {k} }(\mathbf {r} )}
для всех R, принадлежащих решётке Бравэ. Индекс n называют номером зоны. Его появление связано с тем, что при произвольном фиксированном волновом векторе частицы k, система может иметь много независимых собственных состояний.
Электронные волновые функции в виде {\displaystyle u_{n\mathbf {k} }(\mathbf {r} )=u_{n\mathbf {k} }(\mathbf {r} +\mathbf {R} )}называют функциями Блоха. Но при этом важно понимать, что, в отличие от функций Блоха, амплитуды {\displaystyle \psi _{n{\textbf {k}}}=e^{i{\textbf {k}}{\textbf {r}}}u_{n{\textbf {k}}}({\textbf {r}})} не являются периодическими функциями, поскольку  член {\displaystyle e^{i{\textbf {k}}{\textbf {r}}}} описывает плоскую волну.

### Пояснения к формулировке
В теореме рассматривается идеальный бесконечный кристалл. Это означает, что в нём отсутствуют дефекты и он обладает трансляционной симметрией. При дальнейшем построении теории, нарушения периодичности решётки обычно считаются малыми возмущениями. Кроме того, в реальном кристалле электроны взаимодействуют между собой, что должно отразиться на гамильтониане системы добавлением соответствующего члена. В формулировке теоремы, однако, используется приближение невзаимодействующих электронов, что позволяет рассматривать одночастичный гамильтониан.

## Доказательство
Обозначим за TR оператор трансляции произвольной функции на вектор R. В силу периодичности гамильтониана имеем:
{\displaystyle {\hat {T}}_{\mathbf {R} }{\hat {H}}\psi ={\hat {H}}(\mathbf {r} +\mathbf {R} )\psi (\mathbf {r} +\mathbf {R} )={\hat {H}}(\mathbf {r} )\psi (\mathbf {r} +\mathbf {R} )={\hat {H}}{\hat {T}}_{\mathbf {R} }\psi .}
Таким образом, оператор трансляции на произвольный вектор решётки Бравэ коммутирует с гамильтонианом системы. Кроме того, операторы трансляции на произвольные два вектора коммутируют между собой:
{\displaystyle {\hat {T}}_{\mathbf {R} }{\hat {T}}_{\mathbf {R'} }\psi (\mathbf {r} )={\hat {T}}_{\mathbf {R'} }{\hat {T}}_{\mathbf {R} }\psi (\mathbf {r} )=\psi (\mathbf {r} +\mathbf {R} +\mathbf {R'} )={\hat {T}}_{\mathbf {R} +\mathbf {R'} }\psi (\mathbf {r} ).}
Из фундаментальной теоремы квантовой механики следует, что в этом случае состояния гамильтониана H можно выбрать таким образом, чтобы они одновременно являлись собственными состояниями всех операторов TR:
{\displaystyle {\hat {H}}\psi =E\psi ,}
{\displaystyle {\hat {T}}_{\mathbf {R} }\psi =c(\mathbf {R} )\psi .}
Собственные значения c(R) связаны между собой соотношением c(R)c(R')=c(R+R'), поскольку, с одной стороны:
{\displaystyle {\hat {T}}_{\mathbf {R} }{\hat {T}}_{\mathbf {R'} }\psi (\mathbf {r} )=c(\mathbf {R} ){\hat {T}}_{\mathbf {R'} }\psi (\mathbf {r} )=c(\mathbf {R} )c(\mathbf {R'} )\psi ,}
с другой:
{\displaystyle {\hat {T}}_{\mathbf {R} }{\hat {T}}_{\mathbf {R'} }\psi ={\hat {T}}_{\mathbf {R} +\mathbf {R'} }\psi =c(\mathbf {R} +\mathbf {R'} )\psi .}
Пусть ai — три основных вектора решётки Бравэ. Мы всегда можем представить с(ai) в виде
{\displaystyle c(\mathbf {a} _{i})=e^{2\pi \mathbf {i} \mathbf {x} _{i}}.}
Для произвольного вектора R = n1a1+n2a2+n3a3 справедливо равенство:
{\displaystyle c(\mathbf {R} )=c(\mathbf {a} _{1})^{n_{1}}*c(\mathbf {a} _{2})^{n_{2}}*c(\mathbf {a} _{3})^{n_{3}},}
эквивалентное равенству {\displaystyle c(\mathbf {R} )=e^{i\mathbf {k} \mathbf {R} }}, где {\displaystyle \mathbf {k} =x_{1}\mathbf {b} _{1}+x_{2}\mathbf {b} _{2}+x_{3}\mathbf {b} _{3}\,,} где bi — вектора обратной решётки, удовлетворяющие соотношению
{\displaystyle \mathbf {b} _{i}\mathbf {a} _{j}=2\pi \delta _{ij}.}
Итак, собственные состояния ψ гамильтониана H можно выбрать таким образом, чтобы для каждого вектора R решётки Бравэ выполнялось равенство:
{\displaystyle {\hat {T}}_{\mathbf {R} }\psi (\mathbf {r} )=\psi (\mathbf {r} +\mathbf {R} )=c(\mathbf {R} )\psi (\mathbf {r} )=e^{i\mathbf {k} \mathbf {R} }\psi (\mathbf {r} ),}
что в точности соответствует утверждению теоремы.